# Jean-Marie de Lamennais
Jean-Marie Robert de La Mennais (ur. 1780, zm. 1860) – bretoński duchowny.
Pod jego wpływem nawrócił się rodzony brat, późniejszy teolog Hugues-Félicité-Robert de Lamennais. Jean działał jako wikariusz generalny przy biskupach, ale sam odmawiał przyjęcia święceń episkopatu. Był współtwórcą Kongregacji św. Piotra, a przede wszysykim - założycielem Instytutu Braci Chrześcijańskiego Nauczania, który w 1837 liczył już 650 członków, a na początku XX wieku - 2700.
Papież Paweł VI ogłosił go Czcigodnym w 1966 r., a jego proces kanonizacyjny trwa.

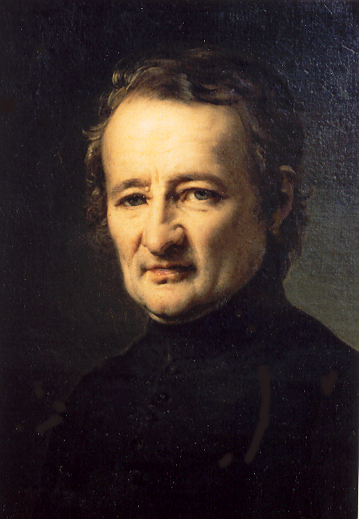
Jean-Marie de La Mennais (Paulin Guérin, 1827)